# Penacova (Felgueiras)
Pour les articles homonymes, voir Penacova (homonymie).
Penacova est une freguesia (« paroisse civile ») du Portugal, rattachée au concelho (« municipalité ») de Felgueiras et située dans le district de Porto et la région Nord.

## Organes de la paroisse
- L'assemblée de paroisse est présidée par Anabela de Abreu Leite (groupe "PPD/PSD").
- Le conseil de paroisse est présidé par Guilherme da Silva Almeida (groupe "PPD/PSD").